# Телеши (Могилёвская область)
Телеши (бел. Целяшы) — агрогородок в Гиженском сельсовете Славгородском районе Могилёвской области Белоруссии.

## История
Название агрогородка Телеши произошло от имени пана Тиляша.
На карте в 1776 г. отмечена как Телеги. В 1783 г. было 11 дворов, жило 104 жителя. С 1848 года Теляши входили в состав казённого Городетского имения, было 19 дворов, водяная мельница, церковь. В 1910 году деревня принадлежала Телешевскому сельскому товариществу, было 89 дворов, 566 жителей. В 1926 г. проживало 528 жителей, работала четырехклассная школа.
С 2007 года Телеши получили статус агрогородка.

## География
Географически деревня находится на севере Славгородского района.

## Промышленность и сельское хозяйство
В агрогородке находится СПК «Наша Родина».

## Социальная сфера
В агрогородке имеется Телешевская базовая школа, директор — Степанов Сергей Викторович.
Также в Телешах действует комплексный приёмный пункт и фельдшерско-акушерский пункт.